# Miccolamia rugosula
Miccolamia rugosula là một loài bọ cánh cứng trong họ Cerambycidae.